# Абдуль-Басіт Абдус-Самад
Абдуль-Ба́сіт Муха́ммад Абдус-Са́мад (араб. عَبْدُ الْبَاسِطٌ عَبْدُ الصَّمَد‎; 1927, Армант, Королівство Єгипет — 30 листопада 1988, Каїр, Арабська Республіка Єгипет) — єгипетський читець Корану. Сьогодні багато сучасних читців намагаються імітувати його стиль. Абдуль-Басіт — єдиний карі, який виграв три світові чемпіонати з читання Корану на початку 1970-х і був одним з перших хафізів Корану, які почали робити свої комерційні записи, а також першим президентом Союзу Чтеців Єгипту. Зокрема, він добре відомий своїм читанням сури Аль-Фатиха — першого розділу, з якого починається Коран, і основної сури, яку щодня читають у п'яти обов'язкових мусульманських молитвах.

## Ранні роки
Абдуль-Басіт народився 1927 року в селі Армант у південному Єгипті. Його батько був курдом із Центрального Курдистану.
У 1950 році він переїхав до Каїра, де полонив мусульман у багатьох мечетях своїм читанням Корану. Описується випадок, коли після читання аятів із сури аль-Ахзаб протягом належних йому 10 хвилин аудиторія попросила його не перериватися, після чого він продовжував читати Коран протягом більш ніж півтори години; його ж слухачі були зачаровані інтонацією, музичним тоном та правилами таджвіда (читання Корану).

## Подорожі
Абдус-Самад багато подорожував різними країнами; 1961 року він читав Коран у мечеті Бадшахі, Лахор, Пакистан.[значущість факту?]. 1987 року, під час свого візиту до США, Абдус-Самад розповів про одну історію, що сталася з ним під час візиту до Радянського Союзу разом із тодішнім президентом Єгипту Гамалем Абдель Насером.

## Смерть
Абдуль-Басіт Абдус-Самад продовжував мандрувати, читаючи Коран. Під кінець життя хворів на цукровий діабет і печінкову недостатність. Помер у середу 30 листопада 1988 року від гострого гепатиту, залишивши після себе трьох синів: Ясира, Хішама та Тарика; Ясір також став карі. Поминальні молитви з шейха пройшли по всьому Єгипту.